# Saltos ornamentais nos Jogos Olímpicos de Verão de 2024 - Trampolim 3 m sincronizado masculino
A competição do trampolim de 3 m sincronizado masculino dos saltos ornamentais nos Jogos Olímpicos de Verão de 2024 foi realizada em 2 de agosto de 2024 no Centro Aquático, em Paris. Um total de 16 saltadores de oito Comitês Olímpicos Nacionais (CON) participaram do evento.

## Qualificação
As três melhores duplas do Campeonato Mundial de Esportes Aquáticos de 2023 ganharam uma vaga para seu respectivo CON. A França, como país anfitrião, também teve garantida uma vaga. As quatro vagas restantes foram para os melhores colocados do Campeonato Mundial de Esportes Aquáticos de 2024.

## Formato
A competição foi realizada em uma fase única, sendo que cada dupla realizou seis saltos. Deveria haver pelo menos um salto de cada um dos cinco grupos (para frente, de costas, revirado, ponta pé a lua e parafuso).

## Calendário
Horário local (UTC+2)
| Dia                 | Horário | Fase  |
| ------------------- | ------- | ----- |
| 2 de agosto de 2024 | 11:00   | Final |

## Medalhistas
| Ouro   | CHN Wang Zongyuan e Long Daoyi     |
| Prata  | MEX Osmar Olvera e Juan Celaya     |
| Bronze | GBR Anthony Harding e Jack Laugher |

## Resultados
Um total de oito duplas competiram, com as três melhores colocadas na final garantindo as medalhas.
| Pos.              | Saltadores                       | CON                | Final   | Final   | Final   | Final   | Final   | Final   | Final  |
| Pos.              | Saltadores                       | CON                | Salto 1 | Salto 2 | Salto 3 | Salto 4 | Salto 5 | Salto 6 | Pontos |
| ----------------- | -------------------------------- | ------------------ | ------- | ------- | ------- | ------- | ------- | ------- | ------ |
| Medalha de ouro   | Wang Zongyuan Long Daoyi         | CHN China          | 54.60   | 52.80   | 79.56   | 77.70   | 85.68   | 95.76   | 446.10 |
| Medalha de prata  | Osmar Olvera Juan Celaya         | MEX México         | 49.80   | 46.80   | 82.62   | 85.69   | 84.36   | 94.77   | 444.03 |
| Medalha de bronze | Anthony Harding Jack Laugher     | GBR Grã-Bretanha   | 49.80   | 49.20   | 82.62   | 76.50   | 85.41   | 94.62   | 438.15 |
| 4                 | Giovanni Tocci Lorenzo Marsaglia | ITA Itália         | 50.40   | 48.00   | 73.47   | 82.62   | 74.46   | 74.10   | 403.05 |
| 5                 | Jules Bouyer Alexis Jandard      | FRA França         | 47.40   | 47.40   | 69.36   | 60.42   | 77.52   | 67.20   | 369.30 |
| 6                 | Adrián Abadía Nicolás García     | ESP Espanha        | 47.40   | 45.00   | 64.80   | 69.75   | 72.45   | 62.22   | 361.62 |
| 7                 | Danylo Konovalov Oleh Kolodiy    | UKR Ucrânia        | 47.40   | 43.80   | 58.14   | 67.89   | 62.70   | 68.34   | 348.27 |
| 8                 | Tyler Downs Greg Duncan          | USA Estados Unidos | 49.80   | 48.60   | 37.74   | 72.42   | 64.05   | 73.47   | 346.08 |